# 大宮・村山口登山道
大宮・村山口登山道（おおみや・むらやまぐちとざんどう）は、富士山登山道の1つである。大宮口および村山口は静岡県富士宮市に所在し、同市および富士市を経路に含む登山道である。
うち6合目から富士山頂の区間は富士山世界文化遺産における構成資産「富士山域」の構成要素となっており、現代の通常登山でも用いられている箇所である。また「大宮・村山口登拝道」として史跡にも指定されている。

## 概要
大宮・村山口登山道（以下、大宮・村山口）は富士山本宮浅間大社（以下、浅間大社）が鎮座する「大宮」（大宮口）を起点とし、村山浅間神社（富士山興法寺）が鎮座する「村山」（村山口）を経て、富士山頂を終点とする登山道である。現在、学術調査を基としたルートが公表されている。大宮口の120mから浅間大社奥宮の3,710mという、標高差3,590mの登山道である。
大宮口と村山口は共に史料に現れる用語であり、歴史的にも一体として扱われてきた。しかし両者性質は異なり、大宮は富士氏および浅間大社の社人衆の影響下からなり、村山は村山修験（村山三坊）の影響下であった。また頼賀の妻が富士信忠の娘であったように中世より両地域深い関係にあったが、大宮と村山が登拝上連続性を持つことにも特別な意味があった。その他富士登山に関わる取り決めにおいて、連携を有していた。
開削時期は不明であるが、大宮・村山口は日沢・不動沢溶岩流の分布域に沿う形で位置しており、溶岩の流出以降の12世紀頃の成立が目されている。万延元年（1860年）に英国特命全権公使のラザフォード・オールコックが外国人初の富士登山を行った際に使用されたことでも知られる。

## 大宮口と村山口
各登山口を比較した記述によると、正徳2年（1712年）『和漢三才図会』に「自駿州登、曰大宮口」や安永8年（1779年）の越谷吾山『雅言俗語翌檜』に「吉田口甲州大宮口駿州素走口相州是三ケ所の登口なり」、曲亭馬琴『三国一夜物語』に「駿河より登るを大宮口といひ」等とある。また長谷川雪旦『百富士之図』や小泉斐『富岳写真』には大宮・村山口頂上部分を指して大宮口とある。
このように村山口に言及せず大宮口にのみ言及する例もあれば、『甲斐国志』のように「登山路ハ北ハ吉田口、南ハ須走口、村山口、大宮口ノ四道ナリ」と大宮口と村山口を併記する場合もある。また『隔掻録』には「村山口ハ大宮口ト合ス」「村山口大宮口ヨリ登ル者、此所ニ出ヅ」とある。
大宮・村山口は「表口」とも呼ばれ、百井塘雨『笈埃隨筆』には「西南駿州大宮口を表として」とあり、平田篤胤『古史伝』には「玄道云勝隆が説に大宮町より村山村を経て登るを表口と稱ひ」とある。
大宮・村山口の登山記として慶長13年（1608年）の『寺辺明鏡集』が、絵図としては延宝8年（1680年）の『富士名所盡』が古例として知られる。また宝暦2年（1752年）『東海道五十三次図』の吉原宿の説明として「宿の内右に富士参詣大宮口への道あり」とあるように、大宮は富士参詣の起点として知られていた。

## 登山道の主な施設・遺構
大宮・村山口の学術的な調査は各登山道の中では早い段階から行われており、平成5年（1993年）の報告を嚆矢として以後数度にわたり行われ、富士山の世界文化遺産登録以後もルートの特定が進められてきた。以下に大宮・村山口の道程における主な経由地を一覧化する。
| 施設等                                | 内容                                                                       | 所在地 標高 気温      | 画像 |
| 富士山本宮浅間大社（湧玉池）          | 大宮口の所在地。                                                           | 富士宮市宮町 120m 15℃ |      |
| 「右富士山道」の道標                  | 寛政元年（1789年）造立。神幸道との分岐点。                                 | 同市舞々木町          |      |
| 賽の河原                              | 経由地の1つで、計17基の石造物がある。                                      | 同市大岩              |      |
| 富士山興法寺 （村山浅間神社）         | 村山口の所在地。村山道の終点。                                             | 同市村山 13℃          |      |
| 中宮八幡堂                            | 馬返し地点で、歴史的には金剛杖を入手する地点。かぐや姫説話舞台の地。       | 同市粟倉 1,260m 10℃   |      |
| 笹垢離（瀧本）                        |                                                                            | 富士市 1,865m         |      |
| 御室大日堂 （「一ノ木戸」「往生寺」） | 歴史的には村山の役人が登山手形を改める場所で、寺院跡。                     | 富士宮市粟倉 2,170m   |      |
| 山頂 （浅間大社奥宮）                 | 江戸時代までは大日堂（表大日）が位置しており、村山が強い権限を有していた。 | 富士宮市 3,710m -5℃   |      |
| ------------------------------------- | -------------------------------------------------------------------------- | --------------------- | ---- |

現在、村山口以降（富士山頂を除く）で建物の痕跡を認める箇所は中宮八幡堂跡および御室大日堂跡のみとなっている。

## ルート

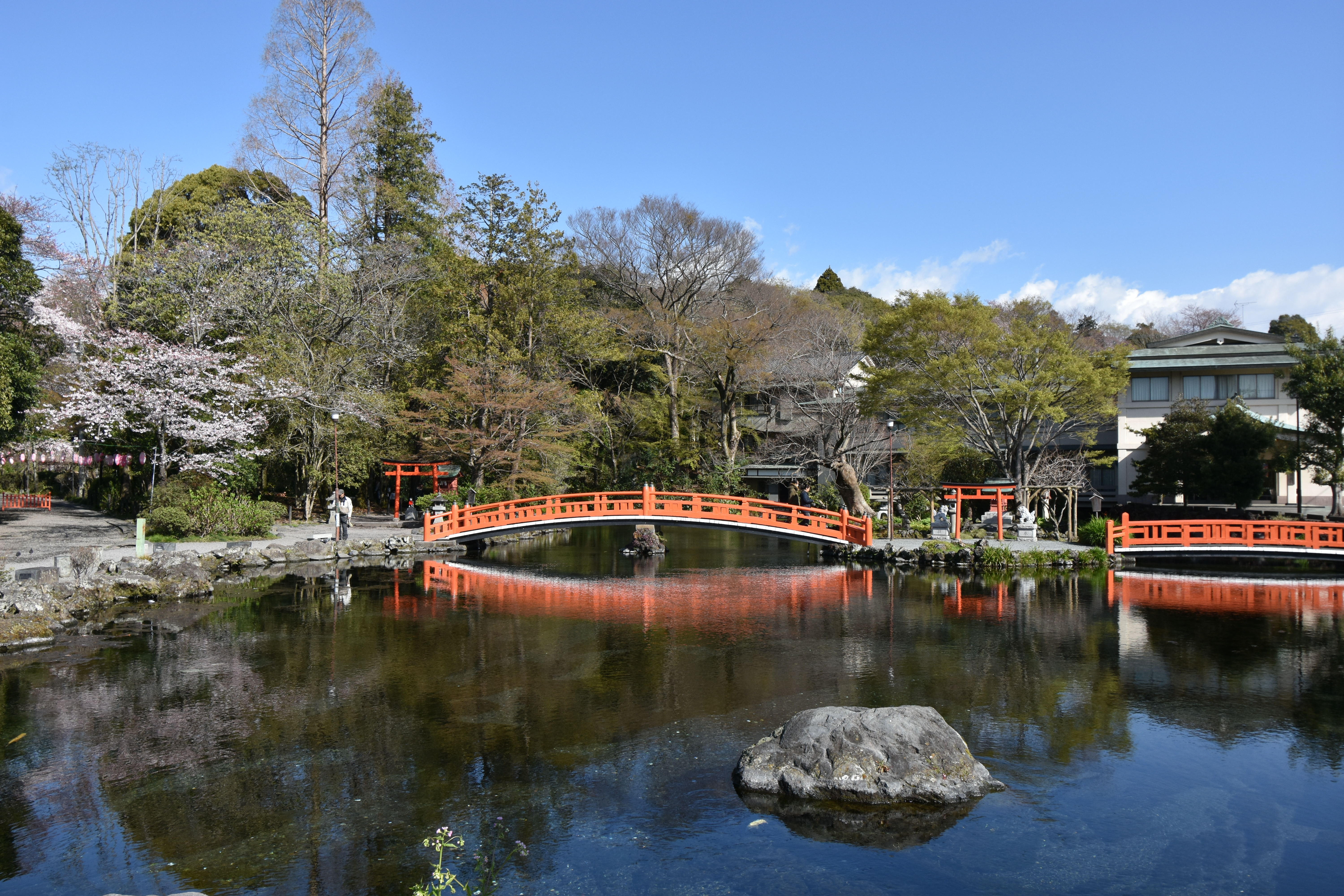
湧玉池

登拝ルートの特定として、現地調査を基とした学術調査の他、登山記といった紀行文や富士山登山絵図・富士参詣曼荼羅図といった絵図から読み取る試みも広くなされてきた。
「絹本著色富士曼荼羅図」には東海道を経て登拝する道者や海路を用いる道者が描かれている。同図は道者のルートを意識した絵図となっており、道者が浅間大社に至り湧玉池で禊を行う様子が図示されている。そこから東北に至ると富士山興法寺が位置し、更に北上し中宮八幡宮・御室大日堂等が図示されている。
また派生路として村山道が存在するが、登山記から村山道の利用が確認される例は嘉永5年（1853年）の『不二覚書』のみであり、また下山は大宮・村山口を用いている。

### 大宮から「右富士山道」の道標を経て村山

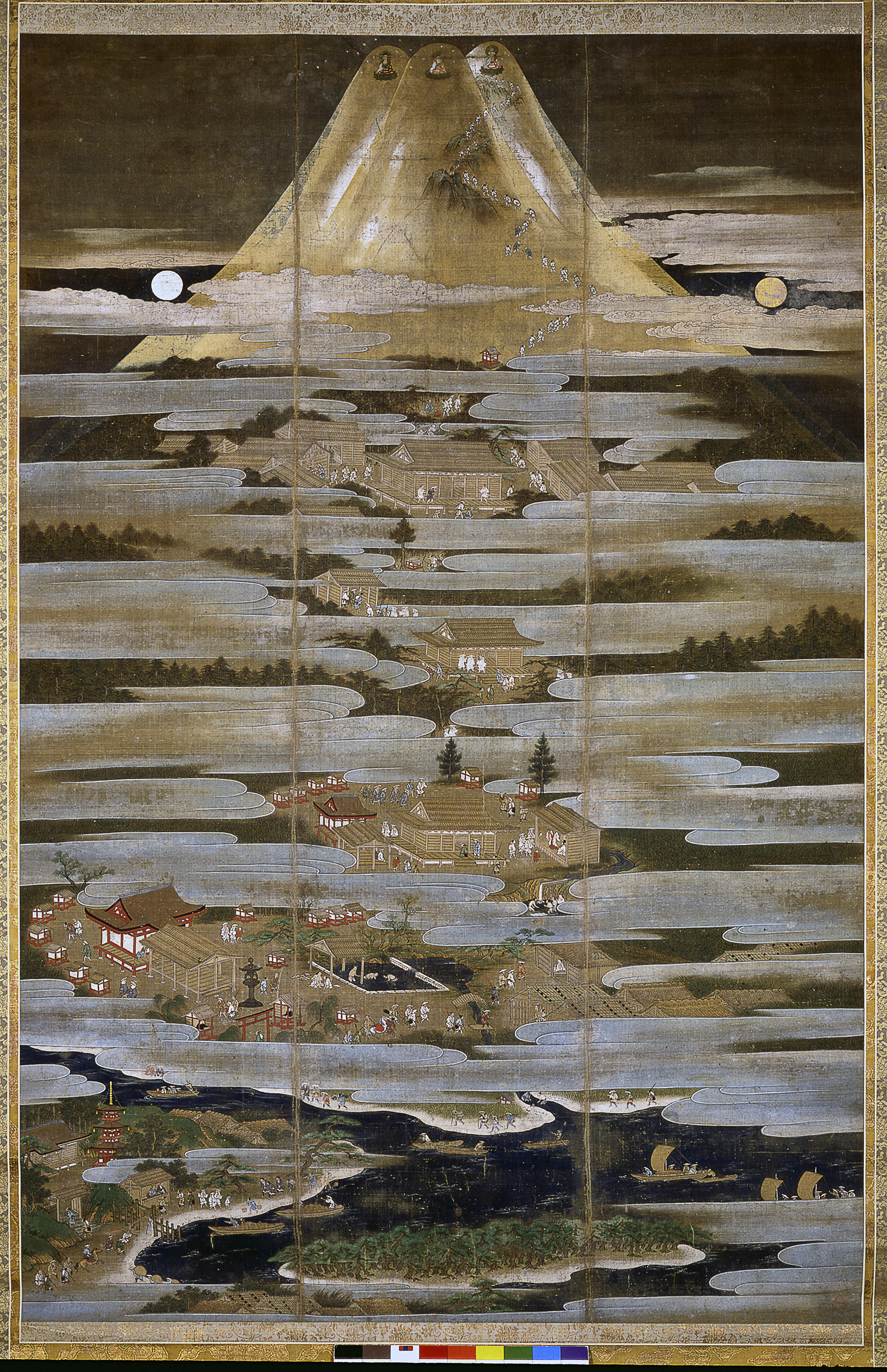
大宮・村山口登山道で富士山頂へ向かう様子が描かれている（絹本着色富士曼荼羅図）

大宮から村山へ至るルートは、史料の分析から少なくとも3本存在していたと推定されている。しかしこの3本はいずれも「右富士山道」の道標を経る。道標の右筋が登拝道であり、左筋は山宮御神幸道となる。
大宮には室町時代末期には道者坊が存在しており、宿坊として用いられていた。この「大宮道者坊」は浅間大社の社人衆により運営されており、『大宮道者坊記聞』には「大宮道者坊ノ事、古ヘ享禄・天文年間ハ、凡三十ヶ余坊有之由伝フ」とある。これらは徐々に統合されていったと考えられており、江戸時代初期には7坊まで統廃合されている。
また今川氏輝判物に見える「西坊屋敷」や今川義元判物に見える「大宮西坊屋敷」が大宮道者坊の1つではないかとする指摘もある。
近世初頭における大宮・村山口の様相を示す史料として、慶長13年（1608年）の『寺辺明鏡集』がある。以下、同史料を引用して解説する。
このように駿府から富士川を渡り大宮へ入った僧侶は、湧玉池で垢離を取り浅間大社に参拝している。

### 村山

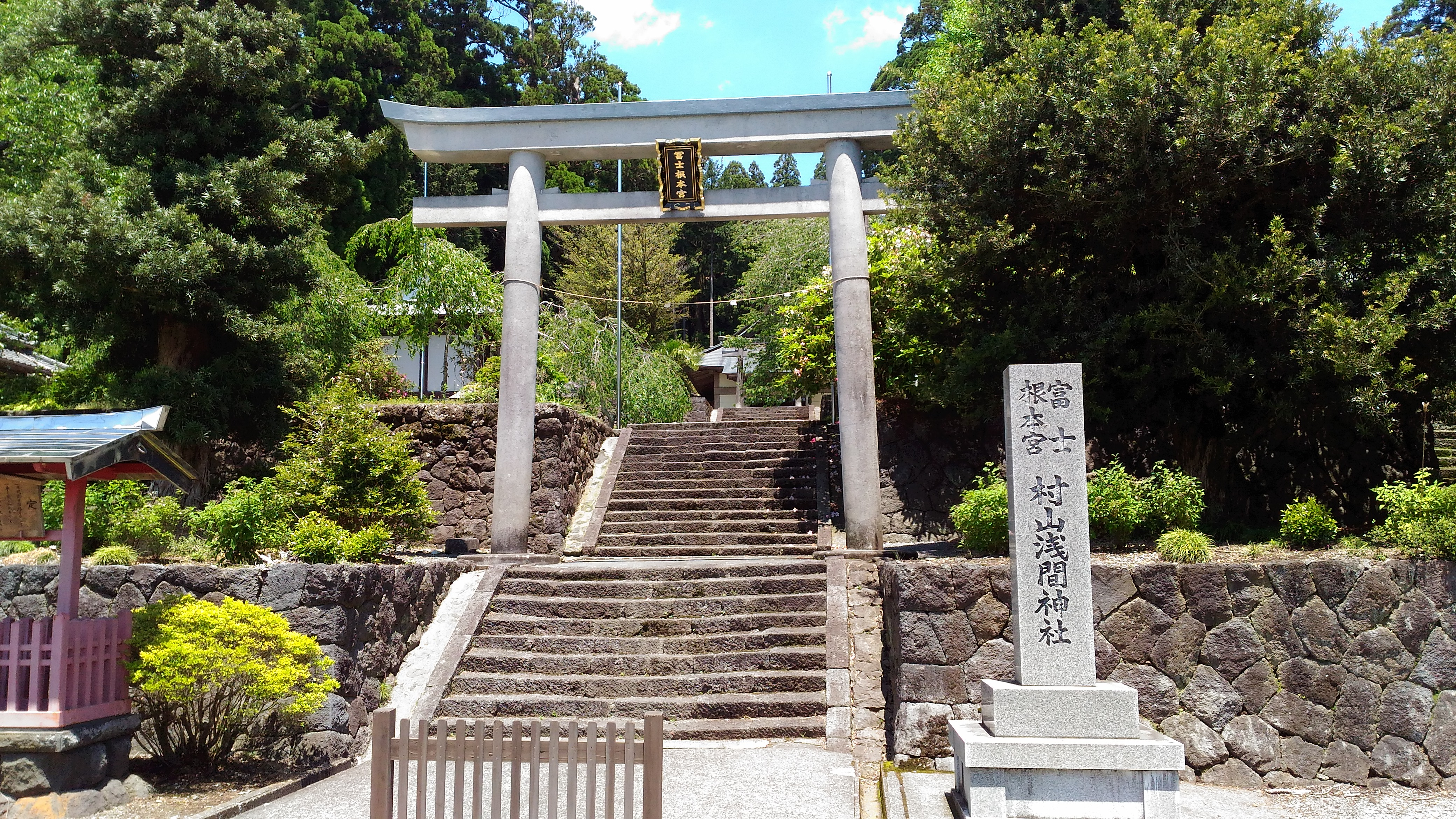
村山浅間神社

僧侶は村山の大鏡坊に宿泊し、大宮口と同様垢離を行っている（龍頭滝）。
村山から登拝する場合はご来光に合わせ夜行登山となるため、その前に村山の宿坊にて宿泊するのが一般的であった。その際は大鏡坊であることが多かった。
例えば近世の登山記である羽倉簡堂『東游日歴』や原得斎『富嶽行記』においても、大鏡坊に宿泊したことが示されている。また西国の道者も大鏡坊を用いている記録が多い。
村山口に入ると「発心門」が位置し、ここで道者は自らの名を札打ちするという風習があった。慶長7年（1602年）の史料によると、この発心門および「札打」は村山三坊のうち大鏡坊直轄であった。
「冨士嶺行所納札書様」という史料には、村山口から頂上に至るまでの重要地点が記されている。当史料では「発心門」「中宮」「瀧本岩屋」等の施設が記され、数々の行場がありそれに即した行法が存在していたことが知られる。

### 中宮八幡堂・御室大日堂
僧侶は中宮八幡堂および御室大日堂へ到着。途中「西の河原」を経ている。原得斎は御室大日堂より下は樹木が生い茂っているがそれより上は禿山であるとし、御室大日堂がその境であるとしている。

### 不浄・砂払い
僧侶は不浄に到着、その後砂払い（砂振いとも）へと至る。また延宝4年（1676年）『三禅定之通』によると、「すなぶるいひ」を「しげやまの上のおはりなり」としており、砂払い・砂振いは森林限界であった。

### 胸突
七合目ないし八合目より上はより急峻となるため「胸突」と呼ばれた。『富嶽行記』に「七合目の上に胸突坂と云うなり」とあり、七合目より上を指して「胸突坂」とある。明治時代になると「胸突八丁」という言葉が確認されるようになる。

### 富士山頂

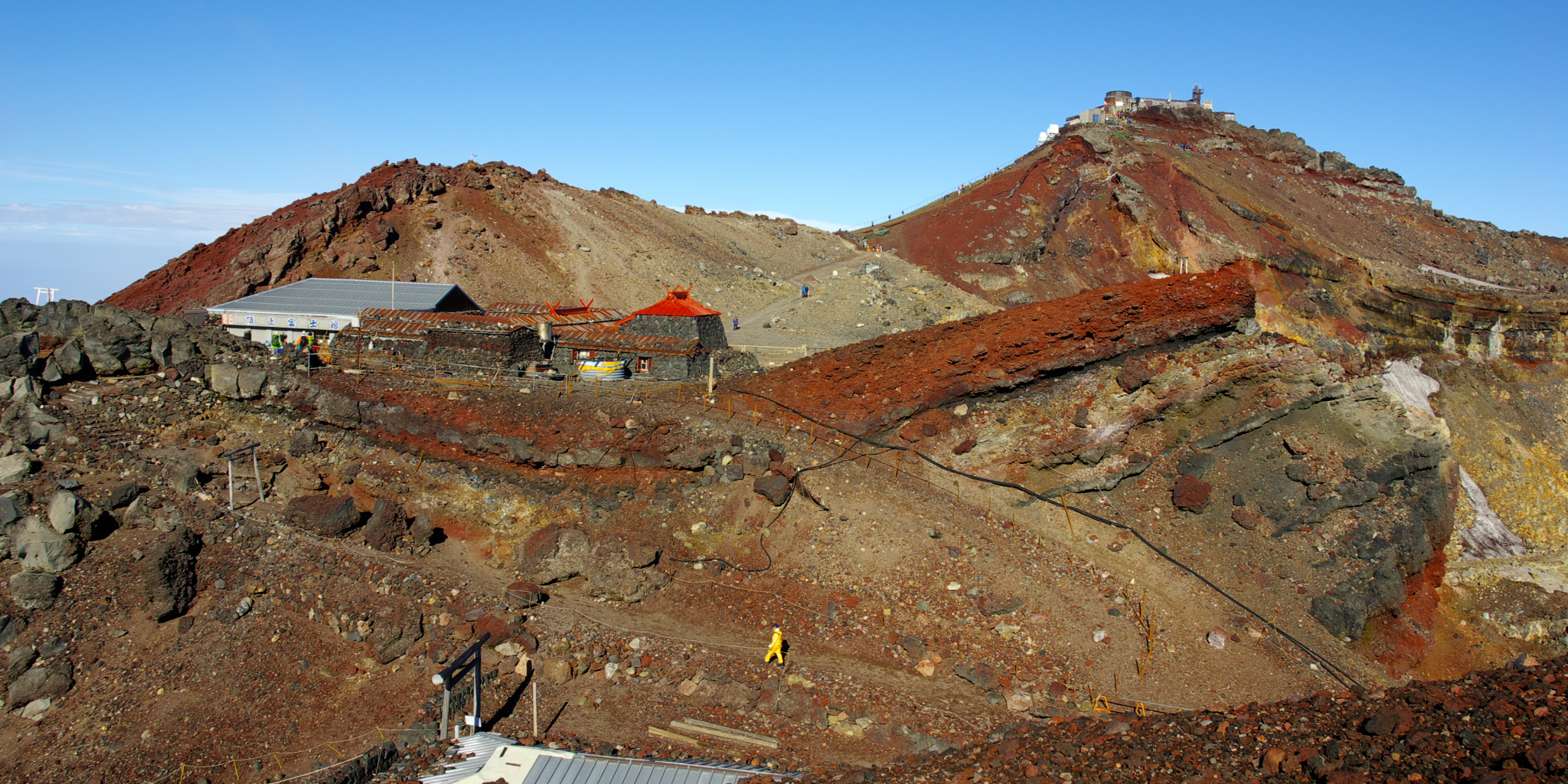
表大日（現在の富士山本宮浅間大社奥宮）

僧侶は富士山頂到着後、お鉢めぐりを行っている。また富士山の区分を「茅原」「深山」「ハゲ山」と三段階に分け説明している。
また「マワリ五十町ノ池」は、コノシロ池であると目される。コノシロ池の西側が大日堂跡とされ、堂の礎石の存在を指摘する報告もある。また羽倉簡堂は山頂の大日堂（表大日）に宿泊し、雷岩や金明水を巡り下山している。
表大日に隣接して「三島ヶ嶽」（別名: 文珠ヶ岳）が所在するが、この三島ヶ嶽からは鎌倉時代の経典の他多くの出土物があり、現在浅間大社が所蔵している。これらは昭和5年（1930年）に砂礫採収とその追加調査の際に発見されたもので、経典の他木槨や銅器・陶器等が同時に発見された。また経巻の中に「末代聖人」と記されたものがあり、末代を拝する者による埋経が想定されている。
各登山記の山頂に至るまでの道程は「富士参詣曼荼羅図」諸本の様相と一致しており、当時の大宮・村山口における一般的な登山風習であったことが指摘される。

### 下山
僧侶は同じ道を下ったものと目される。歴史の中で復路が往路と同様でない「下向道」も成立したが、登山記から利用が知られる例は山名政胤『富士山行記』（1709年）のみである。
また通常登山とは異なり、吉田口から登拝し大宮・村山口を用いて下山した例がある。

## 西国との関係
大宮・村山口を利用する道者は西国方面からの者が多かったとされる。例えば村山三坊は中世には駿河国より西に活動拠点である檀那場を設けていた。一例として、大鏡坊の頼賀は富士先達である者の檀那場を保証する文書を発給しているが、それも三河国であった。
同登山道から西国方面を見ていくと、まず尾張国からの登拝者が多く認められる。尾張国でも知多郡からの登拝者が多いとされ、それは遅くとも16世紀まで遡ることができる。
さらに西方面に視点を移すと伊勢志摩では富士参りを行う文化があり、現在でも行う地域が残る。公文富士氏が記した道者帳によると、慶長18年（1613年）に大宮口を利用した伊勢からの道者数（5月19日から6月3日の集計）は280人に及び、これは同期間の道者数の半分以上にのぼるという。
また登拝道の道中には「室」が設けられており、嘉永7年（1854年）にそれらが記録されているが、伊勢の先達により建立されたものが有意に多い。このような伊勢国からの奉納例はいくつか散見され、真生寺（三重県松阪市）に伝わる享保2年（1717年）の「石造大日如来像」は同様のものが複数造られた上、1つは富士山に奉納されるなどしている。
嘉永元年(1848年）の村山口の道者帳（大鏡坊）によると、伊勢国からの道者数（5月27日から7月27日）は同年同期間で559人であったといい、令制国別では駿河国より多く首位であったという。また志摩国は187人であったという。このことから、西国からの登拝者が多かったことが分かる。これらの富士参りの定着から同地では「富士参りの歌」（道中歌）が歌われており、伊勢では伊勢参宮街道沿いに多く分布し、志摩では沿岸部に多く分布している。また志摩国鵜方の浅間神社では祭礼の際に富士参りの歌が歌われる
。また道中や登拝道の地名等がそれらに含まれている。
この嘉永元年（1848年）の村山口の道者帳には現在の伊勢市東豊浜町土路からの集団での登拝が確認され、時代は遡り元禄2年（1689年）の大宮口の道者帳である「駿州富士大宮本宮道者帳」にも同地域からの集団での登拝が確認されている。このように、近世を通して富士参りが長く継続されており、それは近代でも同様であった。
大和国との関係として、嘉永7年（1854年）の史料によると大和国添上郡南都清水町の住人がたびたび富士山中に「室」の建立をしている。また奈良市矢田原町には大宮・村山口を描く富士参詣曼荼羅図が伝わる。村山三坊の各坊は全国に旦那場を設定していたが、元禄5年（1692年）の時点では大和国一円は大鏡坊の旦那場であった。西国では他に京都・大坂の「富士垢離」が知られる。富士垢離の初見は黒川道祐「日次記事」という史料であり、「鴨水ノ側二精舎ヲ講」とあるといい、富士垢離は鴨川で行われていた。このように富士山の信仰は広く全国に広がっており、その中でも大宮・村山口の場合は西国の尾張国や伊勢国・志摩国といった地域から登拝する者が多く認められた。

## 登拝道の指定と実際

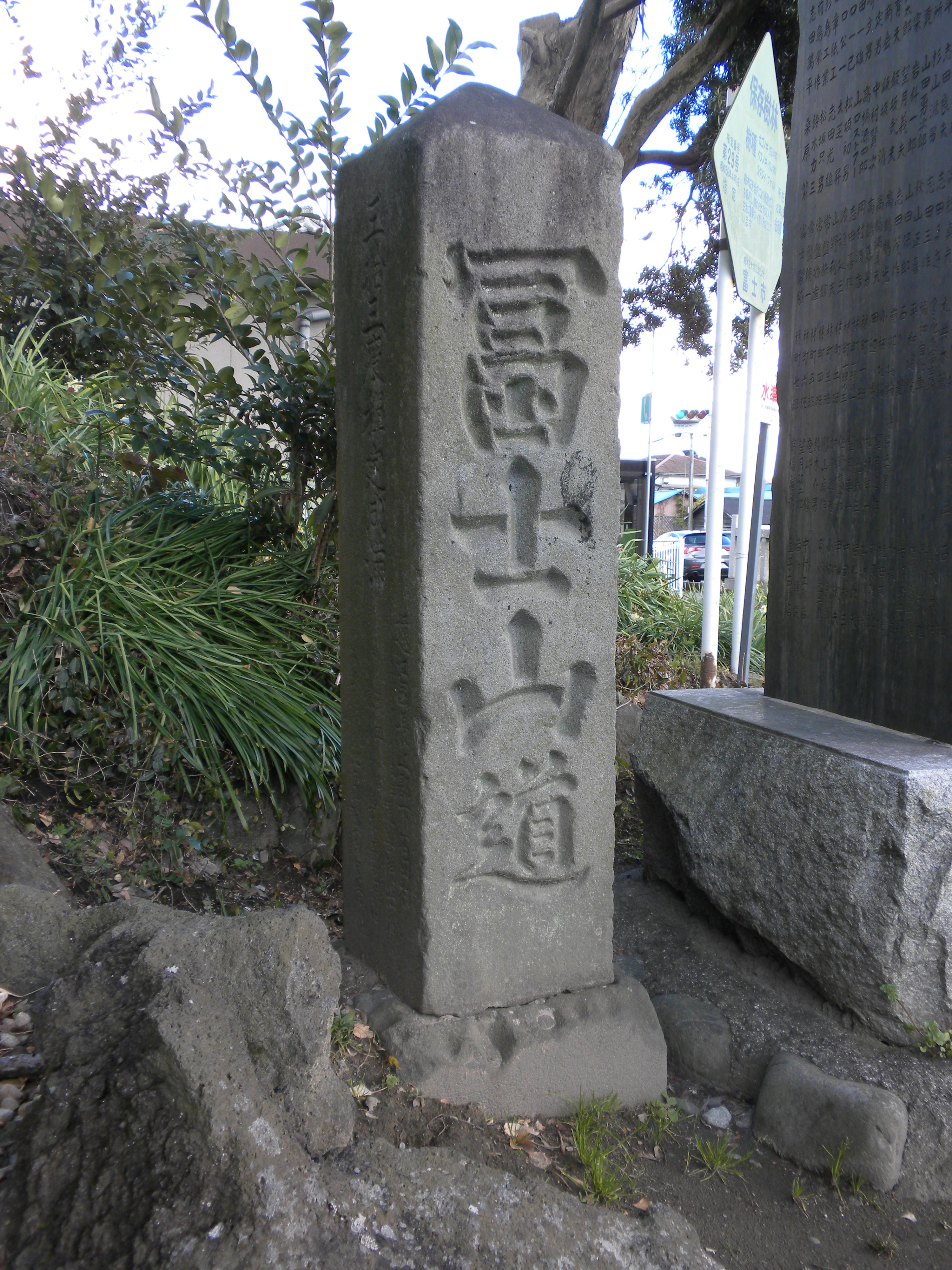
水神の森にかつて位置した宝歴8年（1758年）の道標（現在は水神社に移設）

駿河国富士郡の有力者は、交通の要衝である大宮に道者を集中させる政策を取っていた。天正年間には井出氏が西国の道者は大宮を通過するようにという禁制を出し、慶長年間には井出正次が同様の内容の禁制を岩本（静岡県富士市）に掲げている。共に井出氏が関わるものであるが、この井出正次は慶長6年（1601年）に志摩守に叙任される有力者で、このとき代官頭に次ぐ地位にいたとされる富士郡の支配を担当した人物であった。
また近世になると幕府によって取り決めがなされ、寛文2年（1662年）には大宮代官である井出籐右衛門と加島代官が、道者が大宮を経ず村山に行くことを禁ずる制札を出している。また寛政10年（1798年）に富士能廣が同内容の制札を出すよう韮山代官所に願い出ており、韮山代官はその意向に沿って寛政11年（1799年）に制札を出している。
このように繰り返し同様の内容の制札が出された背景として、西国の道者が潤井川を渡った後に大宮を経ず直接村山に向かう例が見られたためである。また複数回出されていることから、制札でも歯止めはかかっていなかったとされている。
幕府により大宮を通ることが義務付けられているという認識は西国においても同様であり、元禄2年（1689年）の文書によると、三禅定を行っていた松栄寺（愛知県常滑市）は
と述べ、尾張国からの道者は大宮・村山口を通ることが幕府によって取り決められていると述べている。
またこの松栄寺にも富士参詣曼荼羅図が伝来しており、松栄寺伝来の富士参詣曼荼羅図では富士川を渡った後に富士本道へ入り、その後大宮・村山口を用いるルートが示されている。
しかし近世を通して大宮を経ずに村山へ向かう道者は存在しており、吉原宿から村山へ北上する村山道が存在していた。また復路に関しても大宮を経ていない例が散見され、例えば現存する「富士山禅定図」には往路で通った浅間大社を経ずに村山から直接水神森方面へ至る下向道が示されている。つまり幕府の取り決めとしては大宮から村山を経て富士山頂に至り、その後下山するのが表口のルートであった。しかし実際は往路または復路で大宮を経ずに登拝を行う例が存在し、逆に富士山体により近い村山は往路・復路共に経由されていたと言える。

## 修験者と登拝道

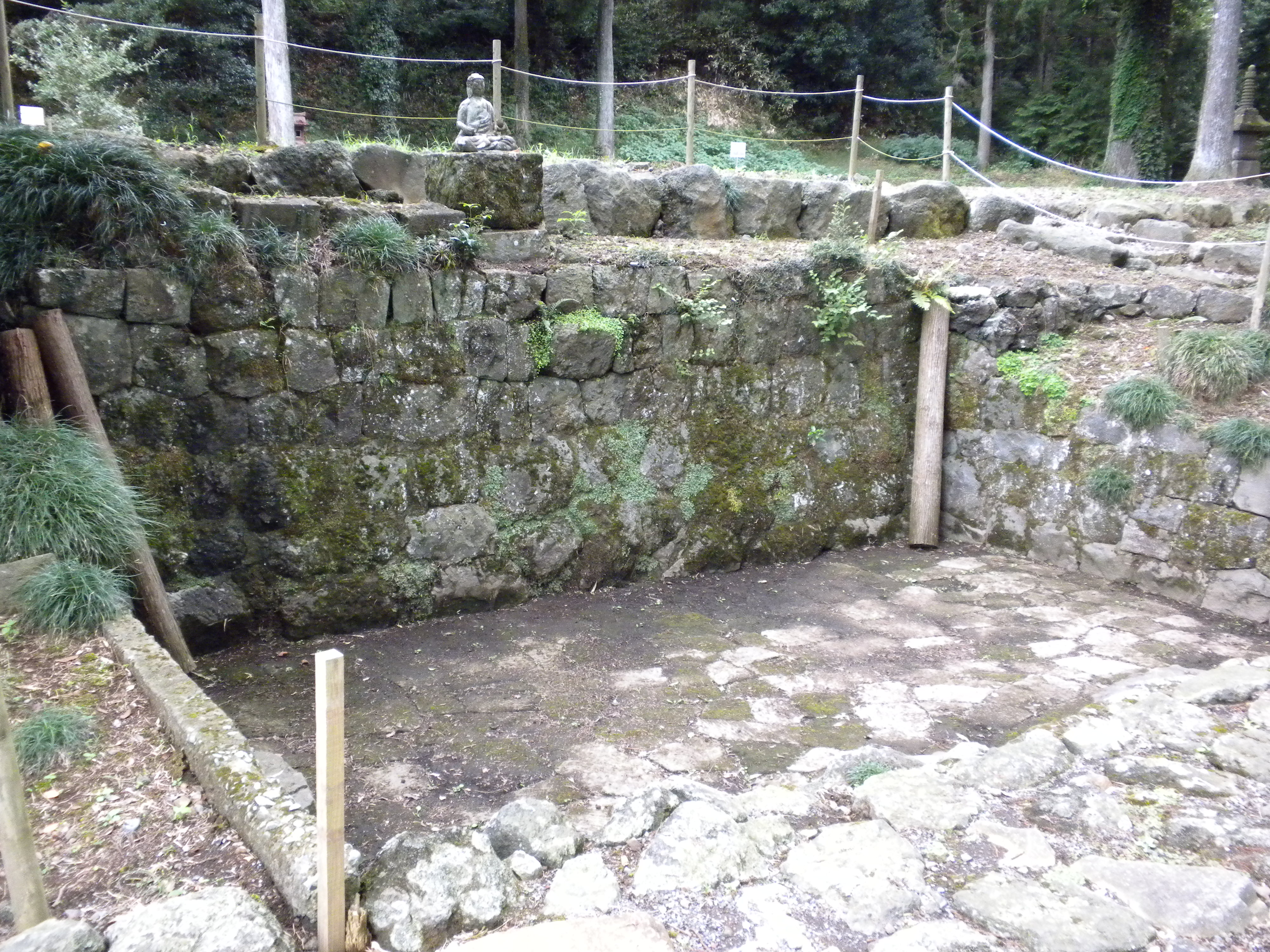
村山浅間神社の水垢離場

村山口登山道は、村山修験者が「富士峯修行（富士行）」を行うために用いる登拝道でもあった。村山修験の在地活動として「富士峯修行」や「祈祷」等がある。富士峯修行は閉山期に各行場で修行を行いながら富士山頂上まで至った後、下山して富士山南麓の各地を巡回し、村山に帰山する修行のことである。
またこの村山口は祈祷のために用いる道でもあった。年中行事として6月吉日の「御公儀御代参」があり、この際は池西坊が下修験の修験者を引き連れ御室大日堂まで登山をし、幕府に対する祈祷を行うものであった。『天皇皇族実録』によると宝永4年（1707年）12月8日の村山三坊による富士山祈祷の記録が残り、これは江戸幕府により発令されたものである。このように祈祷は恒常的に行われ、修験者が村山口を用いて礼拝所に赴いていた。

## 村山口の階層・合目
富士山の登山道は現在でも「合目」という区分が設けられているが、それは旧来も同様であった。現在は十合であるが、中世以前の村山口は八合であったとされる。冨士滝本往生寺（村山）にて書写したと奥書にある『浅間大菩薩縁起』には「八層はいわゆる頂上なり」とあり、中世の村山修験においては八層の階層で考えられていたことが分かる。また東泉院（富士市、現在廃寺）に伝わる『富士山大縁起』には「八層を立て」とある。
このうち富士山縁起諸本では冠石（「富士山とかぐや姫」を参照）の所在は「五層（合）目」としている。このように中世の村山の記録では「八層」が唱えられているものの、同じ村山であっても近世の「富士大縁起」（池西坊）では六道に声門・緑覚・菩薩・仏を加えた「十」を階層としている。また同じく近世の記録である羽倉簡堂『東遊日歴』では一ノ木戸（御室大日堂）が一合であり、ここから山頂までの間で十合に分かれていると記している。このように近世には十合の階層観が一般化していたと言える。

## 富士山とかぐや姫

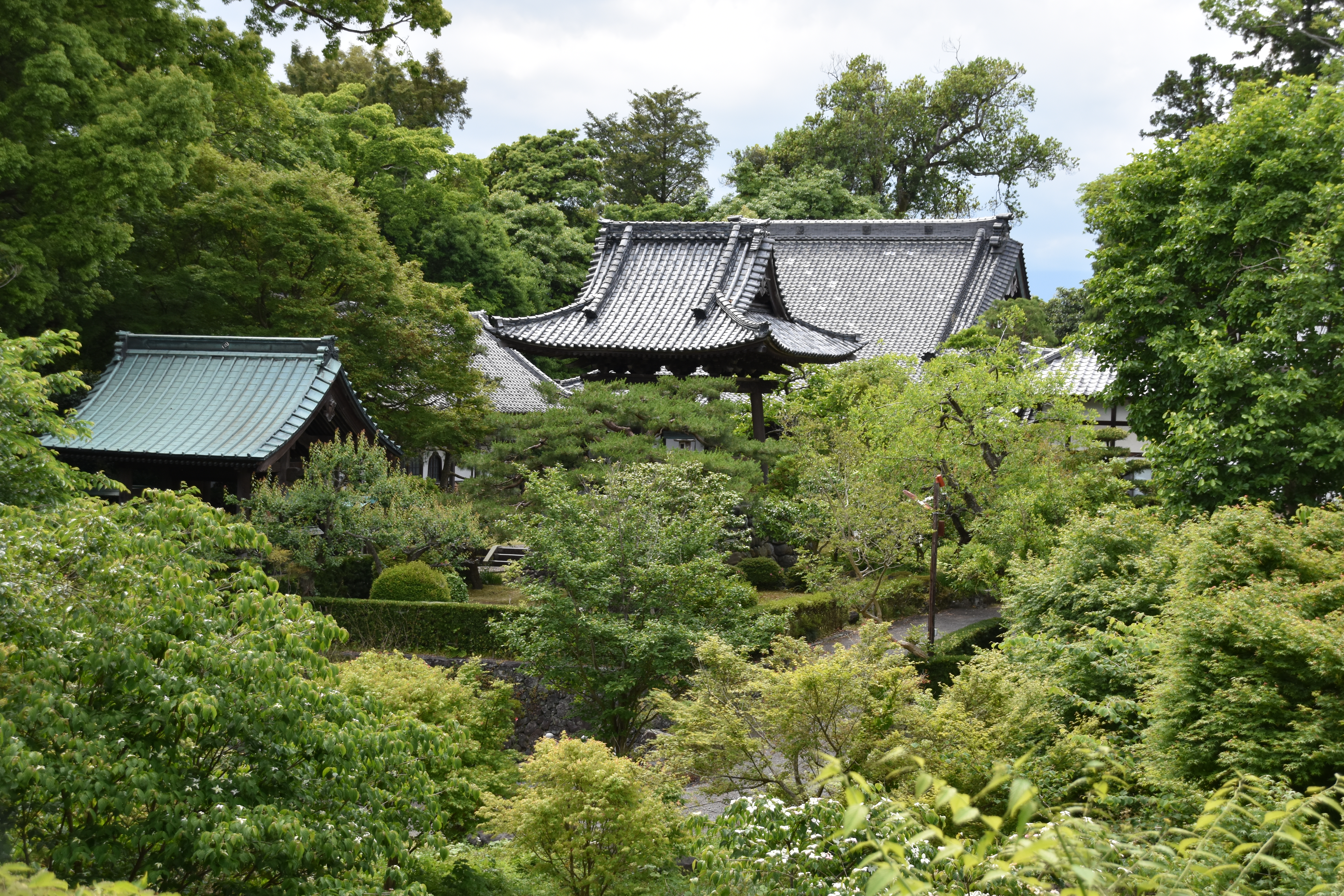
かぐや姫説話を含む富士山縁起を伝える安養寺

大宮・村山口およびその関連地にかぐや姫にまつわる伝承地がある。富士山南麓（富士宮市・富士市）の各寺社にはかぐや姫説話を含む富士山縁起が伝わっている。成立が古い富士山縁起には村山の往生寺や末代上人が登場しており、これら古例の富士山縁起は村山修験（富士山興法寺）の中で伝えられたものであるとされることが多い。
富士山縁起中のかぐや姫の表記には「赫夜妃」「赫夜姫」「爀夜姫」等が認められる。これら富士山縁起は村山浅間神社や杉田安養寺（共に静岡県富士宮市）、東泉院（同県富士市、廃寺）といった寺院に伝来し、富士山南麓に有意に多い。また「富士山禅定図」の村山の箇所には「中宮」が記されているが、この中宮は富士山縁起の諸本におけるかぐや姫説話の舞台であり、富士山の洞窟へと入るかぐや姫と翁が最後の別れを行う場所として記される所である。また当図に「冠石」（富士宮市域）の記載があり、富士山縁起ではかぐや姫の後を追い富士山に登った帝が落とした冠が石になったものだと伝えている。
このように富士宮市および富士市はかぐや姫説話の残る地域であり、「富士山大縁起」中の「五社記」では滝川神社（富士市）を「愛鷹 赫夜妃誕生之処」としている。他に憂涙河の説話等が知られる（潤井川と富士山縁起）。このような、赫夜姫が浅間大菩薩（浅間大明神）の示現として現れる筋書きを持つ富士山縁起諸本が富士山南麓に点在しており、富士宮市や富士市はその舞台の地であった。
宝歴7年（1757年）頃に比定される「村山浅間神社七社相殿」に村山浅間神社の相殿における祭神が記されているが、浅間神社の祭神として「赫夜姫」を挙げている。このようにかぐや姫を浅間神社の祭神とし、富士山縁起に組み込まれるだけの由緒があったと言える。

## 近代以降
前史としてまず18世紀から19世紀の村山口について解説する。山名政胤『富士山行記』（1709年）に村山について「人家などもおほく」とあるように、村山口は賑いを見せていた。
しかし『駿河国新風土記』によると、編者が文政9年（1826年）における村山の様子として「文政九年にいたりては、山伏社人のほかには民戸二煙なれり」と記しているように、この時点で数える程しか人家が無かったことが窺える。また羽倉簡堂『東游日歴』（1827年）には村山について「至村山邑、邑三四戸」とあるように、戸数は3・4戸のみまで減少していた。
これら共通する内容から、19世紀前半には村山には数戸のみが現存する状況となっていたことが分かる。またその後の廃仏毀釈により、様相も一変した。
20世紀に入り明治39年（1906年）になるとカケスバタ口が開削され、富士山へのアクセスが容易となった。これは富士身延鉄道の開通を見据え、先行して開削されたことによる。ルートは「大宮 - 万野原新田 - 山宮 - 大宮・村山口登山道四合目合流（以降同登山道）」であった。この結果、村山を経由しない登山が徐々に一般化した。
また昭和45年（1970年）には富士山スカイラインが完成したことにより、大宮・村山口登山道が用いられることは無くなった。